# Gran Premio di superbike dell'A1 Ring 1997
Il Gran Premio di superbike dell'A1 Ring 1997 è stato l'ottava prova su dodici del campionato mondiale Superbike 1997, disputato il 17 agosto sul A1-Ring e ha visto la vittoria di Carl Fogarty in gara 1, mentre la gara 2 è stata vinta da Akira Yanagawa.
La vittoria nella gara valevole per il campionato mondiale Supersport è stata invece ottenuta da Vittoriano Guareschi.
Dopo un anno in cui il circuito era in fase di ristrutturazione, la prova dell'Austria è tornata sul circuito classico dell'"Osterreichring", ora rinominato "A1 Ring".

## Risultati

### Gara 1

#### Arrivati al traguardo[4]
| Pos. | Nº | Pilota               | Squadra                    | Motocicletta | Giri | Tempo     | Griglia | Punti |
| ---- | -- | -------------------- | -------------------------- | ------------ | ---- | --------- | ------- | ----- |
| 1º   | 4  | Carl Fogarty         | Ducati Racing ADVF         | Ducati       | 25   | 38:11.804 | 4º      | 25    |
| 2º   | 8  | Akira Yanagawa       | Kawasaki Racing            | Kawasaki     | 25   | +0:00.297 | 2º      | 20    |
| 3º   | 2  | Aaron Slight         | Castrol Honda              | Honda        | 25   | +0:00.615 | 5º      | 16    |
| 4º   | 7  | Pierfrancesco Chili  | Gattolone Racing           | Ducati       | 25   | +0:01.090 | 1º      | 13    |
| 5º   | 3  | John Kocinski        | Castrol Honda              | Honda        | 25   | +0:01.481 | 3º      | 11    |
| 6º   | 6  | Simon Crafar         | Kawasaki Racing            | Kawasaki     | 25   | +0:03.136 | 6º      | 10    |
| 7º   | 22 | Scott Russell        | Yamaha World Superbike     | Yamaha       | 25   | +0:15.946 | 8º      | 9     |
| 8º   | 9  | Neil Hodgson         | Ducati Racing ADVF         | Ducati       | 25   | +0:27.498 | 9º      | 8     |
| 9º   | 15 | Piergiorgio Bontempi | Kawasaki Italy Bertocchi   | Kawasaki     | 25   | +0:33.156 | 7º      | 7     |
| 10º  | 12 | James Whitham        | Suzuki World Superbike     | Suzuki       | 25   | +0:34.715 | 10º     | 6     |
| 11º  | 11 | Mike Hale            | Suzuki World Superbike     | Suzuki       | 25   | +0:43.680 | 13º     | 5     |
| 12º  | 42 | Chris Walker         | Yamaha World Superbike     | Yamaha       | 25   | +0:47.808 | 14º     | 4     |
| 13º  | 64 | Udo Mark             | Suzuki Deutschland         | Suzuki       | 25   | +0:52.162 | 16º     |       |
| 14º  | 21 | Jochen Schmid        | Green Kawasaki Deutschland | Kawasaki     | 25   | +1:12.515 | 15º     | 3     |
| 15º  | 13 | Andreas Meklau       | BLM Ducati                 | Ducati       | 25   | +1:16.288 | 11º     | 2     |
| 16º  | 17 | Pere Riba            | White Endurance            | Honda        | 25   | +1:34.770 | 18º     | 1     |
| 17º  | 31 | Igor Jerman          | MD Depala Vas              | Kawasaki     | 24   | +1 giro   | 21º     |       |
| 18º  | 54 | Anton Gruschka       | Bauer Racing Germany       | Yamaha       | 24   | +1 giro   | 19º     |       |
| 19º  | 52 | Giorgio Cantalupo    | M.C. Augusta Praetoria     | Ducati       | 24   | +1 giro   | 24º     |       |
| 20º  | 55 | Gerhard Esterer      | MSC Rottenegg              | Kawasaki     | 24   | +1 giro   | 22º     |       |
| 21º  | 58 | Ondřej Lelek         | Racing Team Fiomo          | Honda        | 23   | +2 giri   | 28º     |       |
| 22º  | 37 | Ossi Niederkircher   | 2 Rad Corner Nieder.       | Suzuki       | 23   | +2 giri   | 30º     |       |
| 23º  | 62 | Anton Rechberger     | MSC Rottenegg              | Yamaha       | 23   | +2 giri   | 31º     |       |
| 24º  | 57 | Ali Guettouche       | Motorrad Center            | Kawasaki     | 23   | +2 giri   | 29º     |       |
| 25º  | 61 | Jiří Mrkývka         | JM SBK Team                | Honda        | 22   | +3 giri   | 27º     |       |

#### Non classificato
| Nº | Pilota             | Squadra   | Motocicletta | Giri | Griglia |
| -- | ------------------ | --------- | ------------ | ---- | ------- |
| 39 | Johann Wolfsteiner | RSC Regau | Kawasaki     | 14   | 25º     |

#### Ritirati
| Nº | Pilota           | Squadra                 | Motocicletta | Giri | Griglia |
| -- | ---------------- | ----------------------- | ------------ | ---- | ------- |
| 35 | Gregorio Lavilla | Pirelli De Cecco Racing | Ducati       | 16   | 12º     |
| 72 | Redamo Assirelli | Team Pirelli            | Yamaha       | 14   | 20º     |
| 14 | James Haydon     | Gio.Ca.Moto             | Ducati       | 10   | 17º     |
| 36 | Christian Häusle | BLM Ducati              | Ducati       | 0    | 23º     |

### Gara 2

#### Arrivati al traguardo[5]
| Pos. | Nº | Pilota               | Squadra                    | Motocicletta | Giri | Tempo     | Griglia | Punti |
| ---- | -- | -------------------- | -------------------------- | ------------ | ---- | --------- | ------- | ----- |
| 1º   | 8  | Akira Yanagawa       | Kawasaki Racing            | Kawasaki     | 25   | 38:18.104 | 2º      | 25    |
| 2º   | 2  | Aaron Slight         | Castrol Honda              | Honda        | 25   | +0:00.121 | 5º      | 20    |
| 3º   | 3  | John Kocinski        | Castrol Honda              | Honda        | 25   | +0:07.264 | 3º      | 16    |
| 4º   | 22 | Scott Russell        | Yamaha World Superbike     | Yamaha       | 25   | +0:19.459 | 8º      | 13    |
| 5º   | 15 | Piergiorgio Bontempi | Kawasaki Italy Bertocchi   | Kawasaki     | 25   | +0:19.645 | 7º      | 11    |
| 6º   | 12 | James Whitham        | Suzuki World Superbike     | Suzuki       | 25   | +0:31.052 | 10º     | 10    |
| 7º   | 11 | Mike Hale            | Suzuki World Superbike     | Suzuki       | 25   | +0:31.445 | 13º     | 9     |
| 8º   | 13 | Andreas Meklau       | BLM Ducati                 | Ducati       | 25   | +0:32.607 | 11º     | 8     |
| 9º   | 64 | Udo Mark             | Suzuki Deutschland         | Suzuki       | 25   | +0:44.134 | 16º     |       |
| 10º  | 42 | Chris Walker         | Yamaha World Superbike     | Yamaha       | 25   | +1:01.325 | 14º     | 7     |
| 11º  | 21 | Jochen Schmid        | Green Kawasaki Deutschland | Kawasaki     | 25   | +1:05.647 | 15º     | 6     |
| 12º  | 17 | Pere Riba            | White Endurance            | Honda        | 25   | +1:15.609 | 18º     | 5     |
| 13º  | 31 | Igor Jerman          | MD Depala Vas              | Kawasaki     | 25   | +1:16.491 | 21º     | 4     |
| 14º  | 54 | Anton Gruschka       | Bauer Racing Germany       | Yamaha       | 24   | +1 giro   | 19º     |       |
| 15º  | 55 | Gerhard Esterer      | MSC Rottenegg              | Kawasaki     | 24   | +1 giro   | 22º     |       |
| 16º  | 36 | Christian Häusle     | BLM Ducati                 | Ducati       | 24   | +1 giro   | 23º     | 3     |
| 17º  | 52 | Giorgio Cantalupo    | M.C. Augusta Praetoria     | Ducati       | 23   | +2 giri   | 24º     |       |
| 18º  | 61 | Jiří Mrkývka         | JM SBK Team                | Honda        | 23   | +2 giri   | 27º     |       |
| 19º  | 39 | Johann Wolfsteiner   | RSC Regau                  | Kawasaki     | 23   | +2 giri   | 25º     | 2     |
| 20º  | 57 | Ali Guettouche       | Motorrad Center            | Kawasaki     | 23   | +2 giri   | 29º     |       |
| 21º  | 58 | Ondřej Lelek         | Racing Team Fiomo          | Honda        | 23   | +2 giri   | 28º     |       |
| 22º  | 37 | Ossi Niederkircher   | 2 Rad Corner Nieder.       | Suzuki       | 23   | +2 giri   | 30º     | 1     |
| 23º  | 62 | Anton Rechberger     | MSC Rottenegg              | Yamaha       | 23   | +2 giri   | 31º     |       |

#### Ritirati
| Nº | Pilota              | Squadra                 | Motocicletta | Giri | Griglia |
| -- | ------------------- | ----------------------- | ------------ | ---- | ------- |
| 4  | Carl Fogarty        | Ducati Racing ADVF      | Ducati       | 18   | 4º      |
| 14 | James Haydon        | Gio.Ca.Moto             | Ducati       | 18   | 17º     |
| 6  | Simon Crafar        | Kawasaki Racing         | Kawasaki     | 7    | 6º      |
| 7  | Pierfrancesco Chili | Gattolone Racing        | Ducati       | 7    | 1º      |
| 43 | Hannes Bichler      | BLM Ducati              | Ducati       | 6    | 32º     |
| 72 | Redamo Assirelli    | Team Pirelli            | Yamaha       | 6    | 20º     |
| 35 | Gregorio Lavilla    | Pirelli De Cecco Racing | Ducati       | 3    | 12º     |
| 9  | Neil Hodgson        | Ducati Racing ADVF      | Ducati       | 1    | 9º      |

### Supersport

#### Arrivati al traguardo
| Pos. | Nº | Pilota               | Motocicletta | Giri | Tempo      | Punti |
| ---- | -- | -------------------- | ------------ | ---- | ---------- | ----- |
| 1º   | 6  | Vittoriano Guareschi | Yamaha       | 23   | 37'32,925" | 25    |
| 2º   | 1  | Fabrizio Pirovano    | Ducati       | 23   | +3,322"    | 20    |
| 3º   | 60 | Eric Mahé            | Yamaha       | 23   | +5,290"    | 16    |
| 4º   | 34 | Yves Briguet         | Suzuki       | 23   | +6,485"    | 13    |
| 5º   | 38 | Mario Innamorati     | Ducati       | 23   | +6,665"    | 11    |
| 6º   | 24 | Stéphane Chambon     | Ducati       | 23   | +9,288"    | 10    |
| 7º   | 30 | Wilco Zeelenberg     | Yamaha       | 23   | +18,613"   | 9     |
| 8º   | 35 | Giovanni Bussei      | Suzuki       | 23   | +26,103"   | 8     |
| 9º   | 90 | Bernhard Schick      | Ducati       | 23   | +26,153"   | 7     |
| 10º  | 31 | Marco Risitano       | Kawasaki     | 23   | +26,863"   | 6     |
| 11º  | 32 | Marc Garcia          | Honda        | 23   | +27,719"   | 5     |
| 12º  | 7  | Thomas Körner        | Ducati       | 23   | +27,945"   | 4     |
| 13º  | 41 | Michaël Paquay       | Honda        | 23   | +35,818"   | 3     |
| 14º  | 13 | Jeffry de Vries      | Yamaha       | 23   | +37,551"   | 2     |
| 15º  | 27 | Rubén Xaus           | Honda        | 23   | +39,622"   | 1     |
| 16º  | 11 | Peter Koller         | Kawasaki     | 23   | +42,261"   |       |
| 17º  | 14 | Fred Bayens          | Honda        | 23   | +42,346"   |       |
| 18º  | 18 | David Rouge          | Honda        | 23   | +42,450"   |       |
| 19º  | 46 | Camillio Mariottini  | Honda        | 23   | +1'05,384" |       |
| 20º  | 63 | Francisco Riquelme   | Ducati       | 23   | +1'05,453" |       |
| 21º  | 39 | Thomas Hinterreiter  | Kawasaki     | 23   | +1'12,415" |       |
| 22º  | 9  | Rudi Markink         | Yamaha       | 23   | +1'17,432" |       |
| 23º  | 43 | Klaus Grammer        | Suzuki       | 22   | +1 giro    |       |

#### Ritirati
| Nº | Pilota              | Motocicletta | Giri |
| -- | ------------------- | ------------ | ---- |
| 22 | Bernard Garcia      | Honda        | 17   |
| 37 | Bruno Cirafici      | Bimota       | 16   |
| 2  | Massimo Meregalli   | Yamaha       | 9    |
| 25 | Serafino Foti       | Bimota       | 8    |
| 26 | Paolo Casoli        | Ducati       | 7    |
| 51 | Jean Pierre Jeandat | Ducati       | 7    |
| 3  | Mauro Lucchiari     | Ducati       | 6    |
| 17 | Stéphane Mertens    | Suzuki       | 5    |
| 10 | Wim Theunissen      | Kawasaki     | 1    |
| 15 | Robert Ulm          | Honda        | 0    |